# Flisy (wieś)
Flisy – wieś w Polsce położona w województwie lubelskim, w powiecie janowskim, w gminie Dzwola.
Wierni kościoła rzymskokatolickiego należą do parafii św. Jadwigi Królowej w Janowie Lubelskim.

## Krótki opis
Położona nad strugą Branew, niewielką rzeką w dorzeczu Sanu, dopływem Bukowej. W latach 1975–1998 miejscowość administracyjnie należała do województwa tarnobrzeskiego. Według Narodowego Spisu Powszechnego (III 2011 r.) liczyła 130 mieszkańców i była czternastą co do wielkości miejscowością gminy Dzwola.

## Historia
Flisy w wieku XIX opisano jako wieś włościsńską w pow. janowskim, gminie Kawęczyn, parafii Janów, oddalonej 7 wiorst od Janowa, przy trakcie biłgorajskim. Wieś położona wśród lasów, na gruntach lekkich piaszczysto-sapowatych. W roku 1880 miała 22 domy 214 mieszkańców, w  r. 1827 było tu 13 domów i 74 mieszkańców. Należała niegdyś do ordynacji hr. Zamojskich. Według spisu powszechnego z roku 1921 miejscowość Flisy posiadała 55 domów i 293 mieszkańców. W 1944 roku w pobliżu wsi odbyła się Bitwa na Porytowym Wzgórzu.